# Дохтуров, Семён Кириллович
Семён Кириллович Дохтуров — дьяк, московский дворянин и воевода во времена правления Михаила Фёдоровича и Алексея Михайловича.
Единственный сын родоначальника дворянского рода Дохтуровых — Кирилла Ивановича Дохтурова, выехавшего из Царьграда при царе Иване IV Васильевиче Грозном.

## Биография
За московское осадное сидение пожалован вотчинами (1618). Воевода в Торопце (1623—1624), Костроме (1625), Суздале (1624 и 1626), Владимире на Клязьме (1627—1629), Вологде (1630—1633). Дьяк (1629—1640), дьяк Разбойного приказа (1636—1641). Присутствовал при отпуске персидского посла (19 мая 1635). Делал Земляной город за Чертольскими воротами в Москве (1638—1640). Написан по московскому списку в московских дворянах (1649).

## Семья
От брака с неизвестной имел сыновей:
- Дохтуров Герасим Семёнович — думный разрядный дьяк, московский дворянин и воевода.
- Дохтуров Андрей Семёнович — жилец (1650), московский дворянин (1652), стрелецкий голова в Астрахани (1671—1672), стольник (1676), полковник московских стрельцов (1679), убит в стрелецком мятеже († 15 мая 1682).
- Дохтуров Кирилл Семёнович — жилец (1650), пожалован в московские дворяне (1652), ранен под Дубровкою (1655), воевода в Тобольске (1664—1667)[1], умер († после 1677).
- Дохтуров Василий Семёнович — жилец (1658), московский дворянин (1667—1677), воевода на Белоозере (1669—1673)[1].
- Дохтуров Пётр Семёнович (прозванный Андреем) — воевода в Гдове и Инсаре[1], московский дворянин (1668), умер († 1689).
- Дохтуров Лев Семёнович — московский дворянин (1671—1677), умер бездетным.